# 83 ق هـ
83 ق هـ هي السنة الثالثة والثمانون السابقة للهجرة النبوية، وهي توافق ما بين سنتي 541 و542 حسب التقويم الميلادي، أي أنها بدأت في سنة 541م وانتهت في سنة 542م.

## مواليد
- أبو قحافة صحابي ووالد الخليفة الراشدي الأول أبو بكر الصديق.